# Code de la rue
Code de la rue (letteralmente codice della strada) è il codice della strada del Belgio. Emanato con regio decreto del dicembre 1975, è stata più volte modificata, le innovazioni maggiori sono state introdotte e da ultimo con il regio decreto del 4 aprile 2003. 

## Contenuto
La legge stabilisce le norme generali in materia di traffico stradale dei pedoni. Introduce notevoli cambiamenti nelle regole della strada, ritenendo le precedenti inadatte per il traffico urbano. Infatti i principi ispiratori dei tradizionali codici stradali sono dettati dalla preoccupazione di regolamentare il comportamento degli automobilisti e di definire le tipologie di autovetture, considerando le strade solo dal punto di vista della loro funzione di arteria di scorrimento per veicoli a motore, e ignorando tutte le altre funzioni che la stessa strada può rivestire in un ambito urbano: quella di garantire l'accesso alle abitazioni e ai servizi, quella di luogo dove si svolgono buona parte delle interazioni di vicinato, quella di spostamento di veicoli molto diversi - per peso, dimensioni e velocità - dalle autovetture.
I principali concetti introdotti nel nuovo code de la rue belga sono i seguenti:
- Obbligo di rispetto per l'utente più forte verso l'utente più debole. Il camion deve ridurre la propria velocità nel caso si avvicini a un'automobile, e lo stesso deve fare l'automobile nei confronti delle biciclette e il ciclista verso i pedoni.
- I marciapiedi passanti, che garantiscono una continuità del percorso pedonale agli incroci, costringendo a forti rallentamenti il flusso veicolare motorizzato.
- La circolazione a senso unico valida solo per i veicoli motorizzati, che permette alla bicicletta di muoversi in entrambe le direzioni.
- La considerazione di strumenti di spostamento particolari (pattini a rotelle, monopattini, ecc.), che devono seguire le regole per i pedoni, qualora si spostino alla loro velocità, o quelle per i ciclisti.